# Новакі (Опольське воєводство)
Новакі (пол. Nowaki, нім. Nowag) — село в Польщі, у гміні Пакославиці Ниського повіту Опольського воєводства.
Населення — 318 осіб (2011).
У 1975-1998 роках село належало до Опольського воєводства.

## Демографія
Демографічна структура станом на 31 березня 2011 року:
|          | Загалом | Допрацездатний вік | Працездатний вік | Постпрацездатний вік |
| -------- | ------- | ------------------ | ---------------- | -------------------- |
| Чоловіки | 160     | 25                 | 116              | 19                   |
| Жінки    | 158     | 30                 | 92               | 36                   |
| Разом    | 318     | 55                 | 208              | 55                   |